# Dorfkirche Kossin

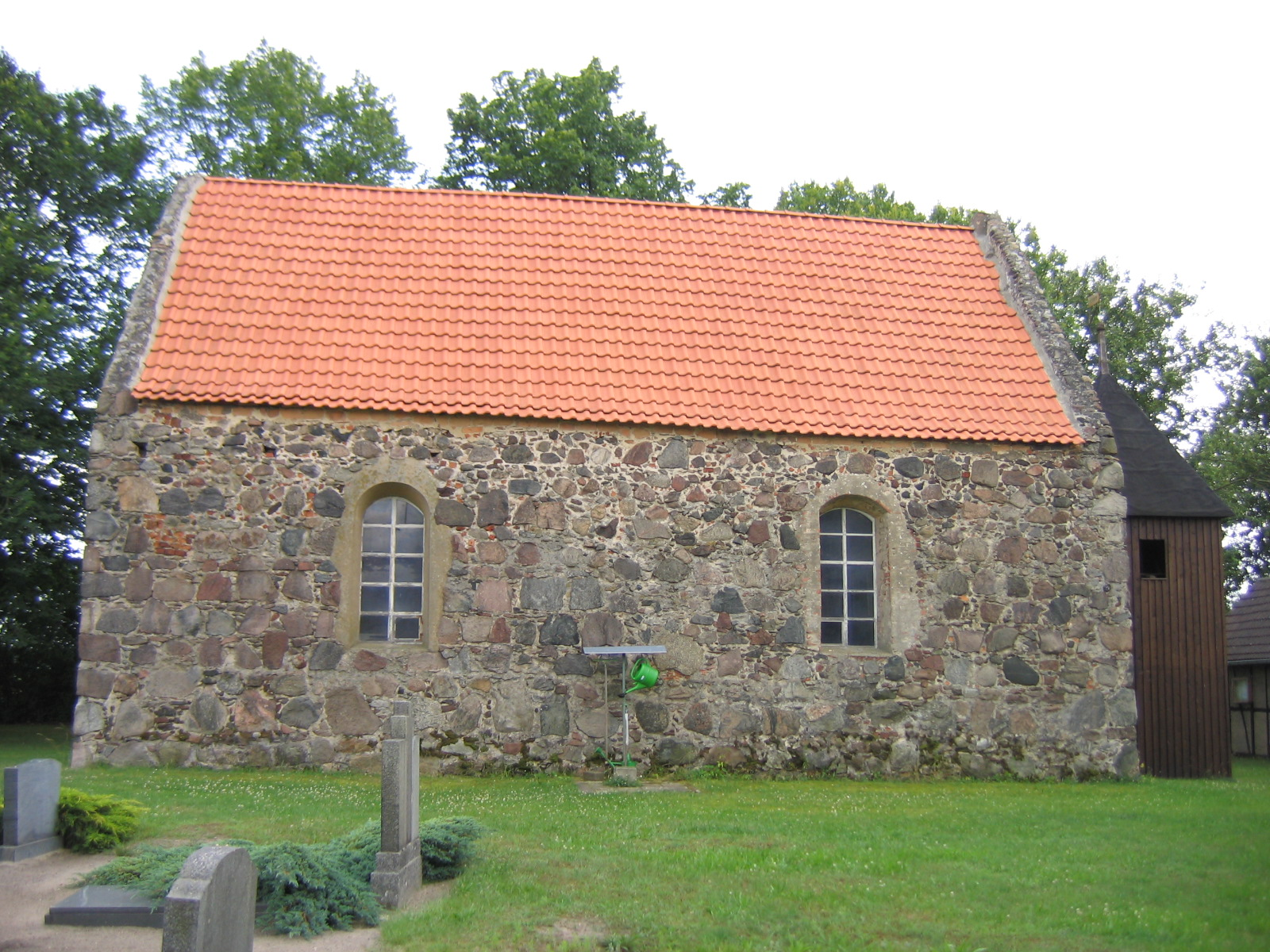
Dorfkirche Kossin

Die evangelische Dorfkirche Kossin ist eine gotische Feldsteinkirche in Kossin, einem Ortsteil der Gemeinde Niederer Fläming im Landkreis Teltow-Fläming im Land Brandenburg. Die Kirchengemeinde gehört zum Kirchenkreis Zossen-Fläming der Evangelischen Kirche Berlin-Brandenburg-schlesische Oberlausitz.

## Lage
Die Landstraße 714 führt von Norden kommend in südlicher Richtung durch den Ort. Im historischen Ortskern beschreibt sie eine Doppelkurve, in dessen Mitte die Kirche nördlich der Straße steht.

## Geschichte
Das Brandenburgische Landesamt für Denkmalpflege und Archäologische Landesmuseum (BLDAM) gibt in seiner Datenbank an, dass das Bauwerk im 15. Jahrhundert entstanden ist. Dafür sprechen der vergleichsweise kleine Baukörper und die wenig sorgfältige Bearbeitung der Feldsteine. Laut Dehio-Handbuch wurde sie im Dreißigjährigen Krieg stark beschädigt und erst um 1700 wiederaufgebaut. Im Turm befindet sich eine Konstruktion aus Fachwerk, die 1743(?) entstanden sein soll. 1960 wurde der Innenraum umgestaltet. Das Dach ist stark schadstoffbelastet und im Jahr 2024 teilweise undicht. Die Kirchengemeinde sucht nach finanziellen Mitteln, um die Sanierung durchzuführen. Bevor diese Maßnahmen realisiert werden können, müssen jedoch zunächst die Schäden am ebenfalls sanierungsbedürftigen Kirchturm behoben sein.

## Baubeschreibung
Für den Bau wurden im Wesentlichen Feldsteine unterschiedlicher Größe und Güte genutzt. Einige wenige sind behauen, die übrigen Steine nur ungleichmäßig verarbeitet und wechseln sich mit kleinteiligen Zwicklagen ab. Es handelt sich um einen kleinen, rechteckigen Saalbau mit einer gerade geschlossenen Ostwand, in der zwei schmale, spitzbogenförmige Fenster eingebaut sind. Dazwischen sind die Reste eines mittlerweile zugesetzten, dritten Fensters erkennbar. An der Nord- und Südseite sind je zwei rundbogenförmige Fenster, dessen Faschen durch einen Putz nochmals betont werden. An der Südseite sind leicht nach Westen hin verschoben zwischen den beiden Fenstern je ein spitzbogenförmiges Portal mit einer Backsteinlaibung. Die Westwand ist geschlossen. Das Schiff trägt ein schlichtes Satteldach. Nach Westen schließt sich ein verbretterter, eingezogener Turmansatz an. Er besitzt drei schlichte, hochrechteckige Klangarkaden sowie ein Pyramidendach mit Turmkugel.

## Ausstattung
Das Altarretabel stammt aus dem Jahr 1683 und wurde ursprünglich für die Dorfkirche Wiepersdorf geschaffen. Nachdem dort jedoch 1701 ein neuer Altar gestiftet wurde, gelangte dieses Werk nach Kossin. In der Predella findet sich eine Darstellung des Abendmahls Jesu; die Ausführung wird im Dehio-Handbuch als „derb“ bezeichnet. Im von Säulen flankierten Altarblatt ist die Kreuzigung Christi abgebildet; im Altarauszug die Auferstehung Jesu Christi. Dazu gehören eine schlichte, polygonale Kanzel sowie eine bauzeitliche Empore und Gestühl.
Eine Besonderheit stellt ein rund 1,32 m großer Taufengel aus der ersten Hälfte des 18. Jahrhunderts dar. Er kam nach der Zerstörung um 1700 in die Kirche. In seiner linken Hand trägt er eine Muschelschale, in der rechten ursprünglich ein Schriftband, das jedoch abgegangen ist. Die ursprüngliche Bemalung ist nicht mehr vorhanden. Das rote Obergewand sowie die grauen Flügel entspringen einer Überfassung aus den 1960er Jahren. Das Dehio-Handbuch weist auf stilistische Gemeinsamkeiten mit anderen Taufengeln, die aus einer Niederlausitzer Bildhauerei stammen. Ebenso weisen Anne Gehrmann und Dirk Schumann in ihren Ausführungen zu den Dorfkirchen in der Niederlausitz darauf hin, dass vergleichbare Werke in den Orten Dollenchen, Terpt, Krügersdorf, Kolochau und weiteren Dörfern vorhanden sind.
Die Glocke stammt aus dem Jahr 1743.

## Sage vom gestohlenen Turm
Der Kirchenführer des Kirchenkreises Zossen-Fläming weist auf eine Sage hin, die sich mit der vergleichsweise ungewöhnlichen Form des Turms befasst. Dieser ist gegenüber dem Schiff eingezogen. Einer Sage nach hatten Bewohner einer Nachbargemeinde einst den Plan gefasst, den Turm zu stehlen. Da sie aber bei ihrer Tat überrascht wurden, konnten sie den Turm nur ein kleines Stück bewegen.